# Weißbuch der japanischen Wirtschaft
Das Weißbuch der japanischen Wirtschaft wird seit 1947 jährlich vom japanischen Kabinettsbüro herausgegeben. Es enthält aktuelle Statistiken und Analysen aus den staatlichen Ministerien zur japanischen Volkswirtschaft und insbesondere zu einzelnen wirtschaftspolitischen Maßnahmen. Damit ist es eine der wichtigsten Quellen zur japanischen Wirtschaft.
Bis zum Jahr 2000 wurde der Bericht vom Wirtschaftsplanungsamt herausgegeben und im japanischen als Nenji keizai hōkoku (年次経済報告, dt. „Jahreswirtschaftsbericht“) oder kurz Keizai hakusho (経済白書, dt. „Wirtschaftsweißbuch“) bezeichnet. 
Im Jahr 2001 wurde das Wirtschaftsplanungsamt dem Kabinettsbüro angegliedert, und der Titel  des Berichts geändert in Nenji keizai zaisei hōkoku (年次経済財政報告, dt. „Jahreswirtschafts- und -finanzbericht“) bzw. Keizai zaisei hakusho (経済財政白書, dt. „Wirtschafts- und Finanzweißbuch“).
Alle Ausgaben des Berichts seit 1968 sind in japanischer Sprache im Internet verfügbar.
In der Ausgabe von 1956 verkündete das Weißbuch das Ende der Nachkriegszeit, da die japanische Wirtschaft zu diesem Zeitpunkt den Vorkriegsstand überflügelt hatte. Der Ausspruch mohaya sengo de wa nai (もはや『戦後』ではない, dt. „Schon längst keine Nachkriegszeit mehr“) wurde in Japan zu einem geflügelten Wort.